# Sphetta
Sphetta é um gênero de traça pertencente à família Arctiidae.